# Fuerza de Protección de las Naciones Unidas en Eslavonia Occidental
Parte de la Fuerza de Protección de las Naciones Unidas (en inglés:United Nations Protection Force), conocida como UNPROFOR, se desplegó a partir de abril de 1992 en Eslavonia Occidental conformado el Sector Oeste (en inglés: Sector West).
UNPROFOR comenzó en 1992 a operar en Croacia, se extendió progresivamente a Bosnia y Herzegovina, a la República Federal de Yugoslavia (Serbia y Montenegro) y la entonces conocida como Antigua República Yugoslava de Macedonia (hoy Macedonia del Norte), y duró hasta el 31 de marzo de 1995 cuando el Consejo de Seguridad de las Naciones Unidas decidió reestructurar la misión, reemplazarla por tres operaciones de mantenimiento de la paz separadas pero relacionadas entre sí. Entonces, el segmento correspondiente a Croacia pasó a denominarse UNCRO (United Nations Confidence Restoration Operation), manteniendo la división en sectores y permaneciendo operacional hasta enero de 1996.
El Sector Occidental era uno de los cuatro en que fue dividida la misión UNPROFOR / UNCRO en Croacia. Al igual que en el resto de la misión, su propósito era buscar la paz y proteger la población en el conflicto desatado entre los croatas y serbios en las regiones donde estos últimos eran mayoría. Su zona de responsabilidad conformó un Área de Protección de Naciones Unidas (UNPA), que debía estar desmilitarizada, abarcando los entonces municipios croatas de Grubišno Polje, Daruvar, Pakrac, parte occidental de Nova Gradiška y oriental de Novska.
La operación de UNPROFOR (y su sucesor UNCRO) en Eslavonia Occidental dejó de funcionar poco después que los croatas llevaron a cabo la Operación Bljesak en mayo de 1995.

## Marco General de la Misión de UNPROFOR

### Guerra de Croacia
Los enfrentamientos graves en Croacia comenzaron en junio de 1991 cuando esa república se declaró independiente de Yugoslavia y los sebocroatas, apoyados por el Ejército Popular Yugoslavo (JNA), se opusieron a esta medida.  
En Eslavonia Occidental, el primer hecho violento se produjo el 2 de octubre de 1990 se produjo en Slatina. Entre 800/1000 militantes del SDS atacaron la estación policial local, luego de ataques a las estaciones policiales de Knin, Banija, Petrinja y Pakrac. Si bien no pudieron logar el cometido de robar armamento, un policía fue gravemente herido. El 1 y 2 de marzo de 1991 existió otro hecho relevante con consecuencias políticas y que se considera el puntapié inicial de la guerra en la región, el denominado Enfrentamiento de Pakrac.
Luego de un período de recurrentes tensiones, la Región Autónoma Serbia de Eslavonia Occidental (SAO – ZS) fue creada como entidad política el 12 de agosto de 1991 con Veljko Džakula como primer presidente. Posteriormente, se unirá el 26 de febrero de 1992 a la autoproclamada Republika Srpska Krajina (RSK). La SAO - ZS se constituyó sobre la base de las localidades donde los serbios eran mayoría. 

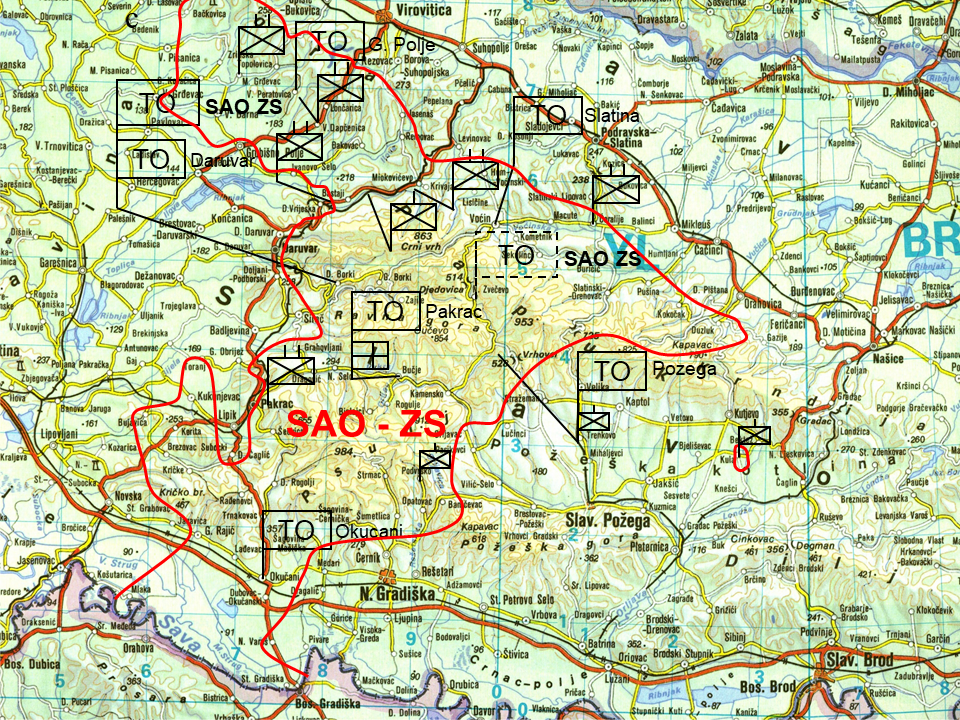
Región Autónoma Serbia de Eslavonia Occidental. Límites aproximados del sector bajo su dominio a inicios de septiembre de 1991.

El 14 de agosto de 1991, los primeros choques abiertos ocurrieron en la región. Ese día, tropas de policía croata ingresaron a Okučani, localidad mayormente serbia, donde se vivía una tensa calma. A partir de entonces, la violencia se generaliza en toda la región. Desde el 19, el conflicto se extiende con las municipalidades de Pakrac, Daruvar, Grubišno Polje, Slatina, Daruvar y otros lugares, entre la policía croata y las Fuerzas de Defensa Territorial (TO) que toman posiciones en villas predominantemente serbias. De esta manera, la guerra se expande en toda la región. En septiembre, la presencia de las tropas del JNA fue masiva, luchando del lado serbio para mantener a Yugoslavia unida.
La entidad tuvo una gran pérdida territorial a partir del 31 de octubre de 1991 (Operación Otkos - 10 y Papuk - 91) hasta el alto el fuego del 3 de enero del año siguiente. Desde entonces, la comunidad étnicamente serbia que se había revelado en agosto de 1991 contra la autoridad de Zagreb debió vivir en un área de solo un cuarto de superficie, ubicada al sur de Pakrac.
Dado que durante, y luego, de la lucha entre el Ejército Croata y el Ejército Popular Yugoslavo con el apoyo de milicias locales, la mayoría de la población decidió refugiarse en Bosnia, la cantidad de sus habitantes disminuyó a 11.700 personas (tal dato difiere del aportado por las autoridades serbocroatas que señalan una población entre 23.000 y 29.000 personas)

### Involucramiento de Naciones Unidas en el Conflicto
La Organización de las Naciones Unidas se involucró activamente en la situación en Yugoslavia a partir del 25 de septiembre de 1991 cuando el Consejo de Seguridad, aprobó la resolución 713 (1991) expresando su preocupación por los combates en ese país y pidiendo a todos los Estados que implementen un "embargo general y completo sobre todas las entregas de armas y equipo militar a Yugoslavia".
El 8 de octubre de 1991, el entonces Secretario General Javier Pérez de Cuéllar nombró a Cyrus Vance, exsecretario de Estado de los Estados Unidos, como su Enviado Personal para Yugoslavia, quién inició gestiones para llegar a la solución de la crisis.
El 23 de noviembre, Vance convocó en Ginebra una reunión a la que asistieron los Presidentes de Serbia y Croacia y el Secretario de Estado para la Defensa Nacional de Yugoslavia. Durante la reunión, las partes llegaron a un acuerdo sobre un alto el fuego inmediato. Éste se rompió casi de inmediato.
El 27 de noviembre, el Consejo de Seguridad, en su resolución 721 (1991) señaló que no se podía prever el mantenimiento de la operación en Yugoslavia sin el pleno cumplimiento de todas las partes con el acuerdo de Ginebra. El 15 de diciembre, el Consejo de Seguridad, en su resolución 724 (1991), aprobó el informe del Secretario General que contenía un plan para una posible operación de mantenimiento de la paz.

#### Acuerdo de Alto al Fuego de Sarajevo
El 2 de enero de 1992, el Enviado Personal convocó en Sarajevo una reunión entre representantes militares de la República de Croacia y del Ejército Popular Yugoslavo, en la cual el Acuerdo de Implementación sobre el alto el fuego incondicional fue firmado. Éste pasó a tener vigencia a las 1800 hs del día siguiente.
El 21 de febrero, el Consejo de Seguridad, en su resolución 743 (1992) estableció la Fuerza de Protección de las Naciones Unidas por un período inicial de 12 meses. El Consejo confirmó que la Fuerza debería ser un acuerdo interino para crear las condiciones de paz y seguridad requeridas para la negociación de un arreglo general de la crisis yugoslava.
El 7 de abril, después de recibir un informe del Secretario General el 2 de abril de que todos los interlocutores del Comandante de la Fuerza habían enfatizado la necesidad de un despliegue lo más temprano posible de UNPROFOR, el Consejo de Seguridad, en su resolución 749 (1992), autorizó el despliegue de la Fuerza.

#### Constitución de la misión
Por resolución 727 del Consejo de Seguridad, se autorizó el despliegue de 50 oficiales para contribuir al mantenimiento del cese al fuego del 2 de enero. La resolución 740 aumentó su número a 75. La misión, de breve duración, se denominó Oficina Militar de Enlace de Naciones Unidas en Yugoslavia (UNMLOY). Su perfil era de oficiales de enlace provenientes de UNTSO y UNIKOM, para operar entre ambas partes del conflicto. Su función era mejorar las comunicaciones entre las dos partes y buscar información sobre supuestas violaciones del alto el fuego. Con el establecimiento de UNPROFOR, los miembros emprendieron la tarea de reunirse e informar a las fracciones de reconocimiento adelantada de los distintos contingentes. La mayoría de los oficiales operaron en Croacia, pero había algunos en Bosnia. Con el establecimiento de UNPROFOR, el grupo fue disuelto y la mayoría de los oficiales regresaron a sus antiguas misiones.
El despliegue de la estructura de mando de la misión fue relativamente rápido. Inicialmente se decidió establecer el Cuartel General de la misión en Banja Luka con oficinas de enlace en Belgrado y Zagreb. El 12 de marzo comenzó a llegar un escalón adelantado del Estado Mayor a Belgrado. El 16 de marzo se trasladaron a Sarajevo, donde comenzó a funcionar el Cuartel General abandonando la idea de emplazarlo en Banja Luka por no reunir las condiciones necesarias de infraestructura y por su inestabilidad política. En marzo, Bosnia y Herzegovina se declaró independiente iniciándose un proceso que llevaría al país a la guerra civil dificultando el comando y control de la misión en Croacia sumado al peligro a que sumía a los trecientos integrantes de Naciones Unidas allí establecidos. Ante el fuego directo de morteros, se trasladó al cuartel general a Belgrado el 14 de mayo que permaneció hasta inicios de agosto que se movió a Zagreb ante los embargos comerciales, petrolero y aéreo que sufrían Serbia y Montenegro.

#### Áreas Protegidas de Naciones Unidas (UNPAs)

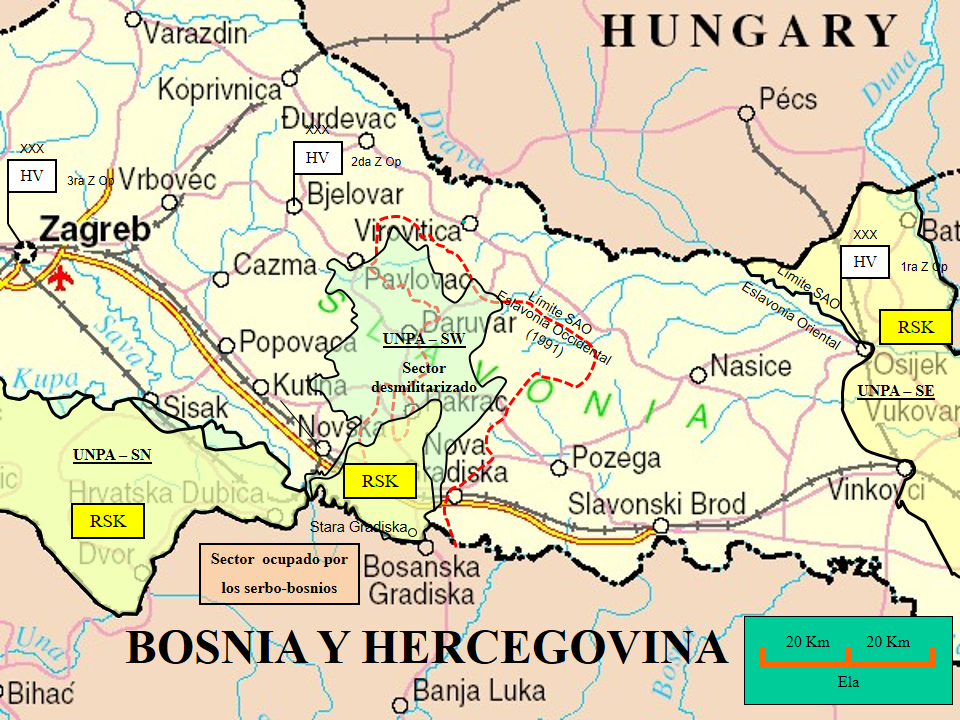
Zona de responsabilidad de UNPROFOR en Eslavonia

Para llevar a cabo la misión, UNPROFOR fue desplegada en ciertas áreas de Croacia, designadas como Áreas Protegidas de las Naciones Unidas (UNPA), en que se determinó que se requerían arreglos provisionales especiales para garantizar que se mantuviera un alto el fuego duradero. Éstas eran áreas en las que los serbocroatas constituían mayoría o una minoría sustancial de la población y donde las tensiones entre las comunidades han provocado conflictos armados. Las UNPAs fueron tres: Eslavonia Oriental, Eslavonia Occidental y Krajina. La última fue dividida por su tamaño por lo que se conformaron cuatro sectores: Este, Norte, Sur y Oeste.

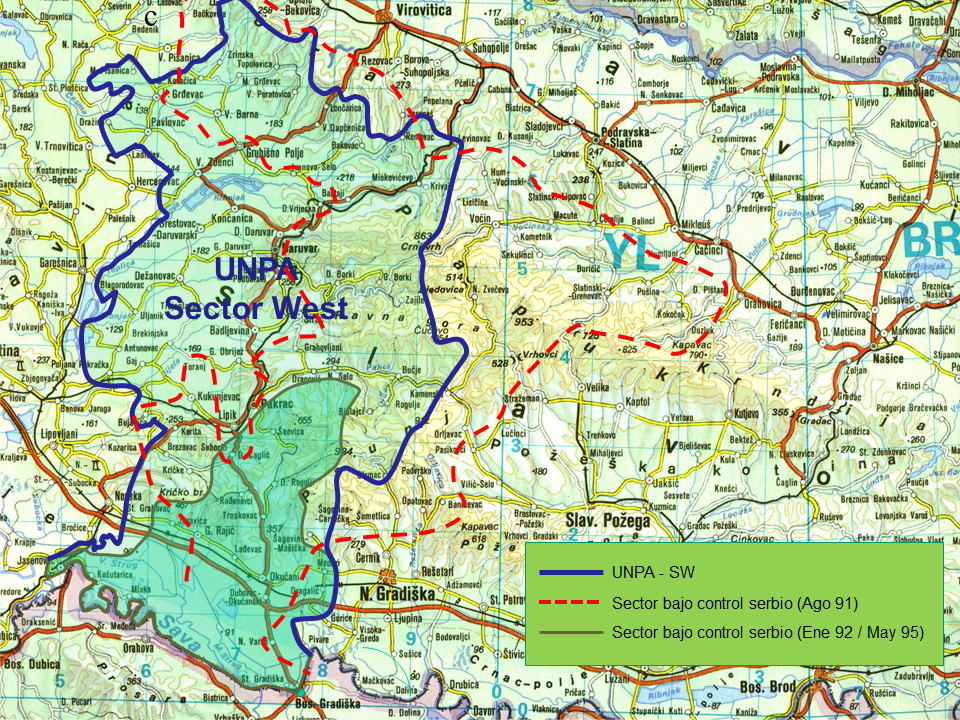
UNPA. Sector Oeste. 1992/5. Incluye sectores que fueron dominios serbios

El plan original de las Naciones Unidas (Plan Vance) en Croacia se basó en dos elementos centrales: (a) el retiro del JNA de toda Croacia y la desmilitarización de las UNPA; y b) el funcionamiento continuo, con carácter provisional, de las autoridades locales y la policía existentes, bajo la supervisión de las Naciones Unidas, en espera del logro de una solución política general a la crisis.

#### Desmilitarización
La desmilitarización de las UNPAs fue uno de los determinantes más importantes para el cumplimiento del Plan Vance a través del repliegue de las unidades del Ejército Croata, del JNA y de las Defensas Territoriales Serbias (TO). Para ello, las unidades debían ser disueltas o replegadas. Para el caso de las TO, podían recibir salarios de las autoridades locales pero no se les permitía usar uniformes ni armas. Estas últimas debían ser entregadas a las fuerzas de la JNA antes de su retiro o entregarlas a UNPROFOR. La desmilitarización también implicaba el retiro de las unidades paramilitares, voluntarias e irregulares o su disolución si residían en áreas protegidas por la ONU.
Se permitió la entrega de las armas que no se replegaran a depósitos bajo el "sistema de doble llave", bajo custodia del comandante local de Naciones Unidas y del presidente de la municipalidad donde el depósito se encuentra. Esto fue empleado por los serbios quienes pudieron tener el material cerca de sus unidades.

#### Principales acontecimientos político militares durante la ejecución del mandato enEslavonia Occidental
El primer año de la fuerza de mantenimiento de la paz tuvo un resultado mixto. Su principal éxito fue asegurar la retirada completa de la JNA del territorio de Croacia, incluida la península de Prevlaka. Su presencia también había ayudado a prevenir una recurrencia de las hostilidades en las UNPA. Sin embargo, la falta de cooperación de las autoridades serbias locales había impedido lograr la desmilitarización de las áreas protegidas. Como resultado, UNPROFOR no pudo establecer las condiciones de paz y seguridad que habrían permitido el regreso voluntario de los refugiados y desplazados.
La ofensiva croata iniciada el 22 de enero de 1993 (Operación Maslenica) en el  área de Zadar, había alterado significativamente la situación sobre el terreno. Ello provocó que las milicias serbias irrumpieran en almacenes con armas pesadas colocadas allí bajo el plan de mantenimiento de la paz (ello no sucedió en sector Oeste). El Consejo de Seguridad de las Naciones Unidas exigió la retirada de las fuerzas del Ejército Croata (HV) el 25 de enero de 1993 después de la muerte de dos efectivos franceses y la herida de otros seis en los combates. El HV siguió adelante con sus acciones y capturó la represa hidroeléctrica de Peruca tres días después.
Debido al temor de una invasión croata al sector, el CANBAT 1 puso en marcha la Operación Backstop para asegurar la autopista Zagreb - Lipovac con el apoyo del general Zabala. Durante 72 horas los canadienses reforzaron el sector nepalés, preparó explosivos para volar el puente de Sava si el Ejército de la República Srpska (VRS) intentaba entrar en la lucha. Contrariamente, los serbocroatas se movilizaron e intentaron recuperar sus armas de los distintos almacenes mientras que los croatas avanzaron sobre la línea de demarcación de la UNPA. Zabala y el coordinador de asuntos civiles, Gerald Fisher, a través de negociaciones lograron desandar la situación local. Posteriormente, las medidas de fomento de la confianza fueron mucho menos exitosas después de la Operación Maslenica. Durante esas circunstancias fue cuando Goran Hadžić, Presidente de la RSK, ordenó retirar los tanques que estaban bajo custodia de UNPROFOR en Stara Gradiška y atacar Nova Gradiška y Novska. Ante la presión del líder local, Veljko Džakula y de Naciones Unidas, retiró la orden.
Producto de negociaciones locales, el 18 de febrero de 1993, se firmó el Acuerdo de Daruvar entre los líderes serbocroatas y las autoridades gubernamentales croatas de Eslavonia Occidental. Éste reafirmó las intenciones de reparar infraestructura, abrir la autopista Zagreb - Lipovac y devolver a las personas desplazadas a sus hogares. Los serbios pidieron que el acuerdo se mantuviera en secreto debido a las hostilidades en curso en el Sector Sur. Un día después, la prensa croata lo hizo público. Los serbios lo declararon un acto de traición. El RSK arrestó a Veljko Džakula, principal firmante serbio, y tomó el control de las estaciones de policía y las unidades de las unidades de la zona. De esta manera, la RSK detuvo todas las iniciativas en el Sector Oeste y alentó el rearme de la población.
El 17 de diciembre de 1993, representantes croatas y autoridades serbocroatas firmaron un Acuerdo de Tregua Navideña, mediado por UNPROFOR. Las dos partes se comprometieron a cesar todas las hostilidades armadas a partir medianoche del 23 de diciembre hasta la medianoche del 15 de enero de 1994. También acordaron implementar ciertas medidas de fomento de la confianza y abrir negociaciones. Posteriormente, la tregua se extendió más allá de la fecha límite. Como consecuencia, el 29 de marzo de 1994, en Zagreb, se firmó el Acuerdo de Alto al Fuego o Acuerdo de Zagreb.
En su carta del 30 de marzo de 1994 al Consejo de Seguridad, el Secretario General informó que la implementación de este acuerdo de alto el fuego implicaría, entre otras cosas, la interposición de las fuerzas de la UNPROFOR en una zona de separación de ancho variable, el establecimiento de puntos de control adicionales, puestos de observación y patrullas, así como el seguimiento de la retirada de armas pesadas fuera del alcance de la línea de contacto. En los meses siguientes, UNPROFOR se centró en fortalecer el cumplimiento de este acuerdo. Sin embargo, estos esfuerzos enfrentaron varios contratiempos que involucraron varias violaciones por parte de ambos lado.
Después del acuerdo de alto el fuego, Naciones Unidas trató de motorizar discusiones en beneficio económico mutuo y un acuerdo político final. Sin embargo, a partir de los meses de abril y mayo, las autoridades serbias de Knin emitieron una serie de declaraciones que cerraron la puerta a la reconciliación política, anunciaron su intención de buscar la integración total con otras áreas serbias en la ex Yugoslavia y estipularon condiciones previas poco realistas para las conversaciones.
A principios de julio de 1994, la Asociación de Personas Desplazadas de Croacia impuso un bloqueo a todos los puntos de cruce dentro de las UNPAs, a fin de llamar la atención sobre su difícil situación y presionar a Naciones Unidas para acelerar el regreso a sus hogares en el país. Esto fue notorio en Pakrac y Lipik. Tras una serie de conversaciones de alto nivel entre UNPROFOR y las autoridades croatas, el bloqueo fue finalmente levantado el 19 de agosto.
Distintas presiones sobre las autoridades serbias siguieron al Acuerdo de Zagreb para continuar con las negociaciones con los croatas. La difícil situación económica de la RSK y por la presión de Slobodan Milošević y la Republika Srpska quitaban libertad de acción a la RSK. Su principal instrumento de negociación era el tramo de la autopista y ramal ferroviario que se extendían unos 23 kilómetros de Paklenica a Dragalić, atravesando la SAO-ZS y cuya apertura era pretendida por Croacia. Los objetivos serbios eran aligerar el bloqueo que sufrían y consolidar la RSK posicionándola como un actor internacional. Localmente, pretendían el regreso de los refugiados a sus lugares de origen. Los croatas buscaban facilitar la conexión terrestre con el sector de Slavonski Brod, la reactivación de un gasoducto en la UNPA-Sector Norte y la mejora de movimiento en la Dalmacia. Localmente se sumaba posibilitar el suministro de agua a Pakrac y Lipik.
Luego de diversas negociaciones se firmó un Acuerdo Económico el 2 de diciembre de 1994. Se incluyeron los reclamos de conectividad y se acordó que se deberían reanudar las negociaciones sobre el regreso de los refugiados y las personas desplazadas. Los croatas podrían usar la autopista y los serbios llegar a Belgrado. La autopista se abrió el 21 de diciembre de 1994 para ser usada por los croatas.
En enero de 1995, el presidente croata comunicó al Secretario General con no acceder a una nueva prórroga del mandato de UNPROFOR más allá del 31 de marzo de 1995 dado que no ofrecía "las condiciones necesarias para establecer la paz y el orden duraderos en la República de Croacia, Estado soberano y Miembro de las Naciones Unidas". Esto derivó en una serie de negociaciones que condujeron a que el Consejo de Seguridad reestructurara UNPROFOR, reemplazándola por tres operaciones de mantenimiento de la paz separadas pero vinculadas entre sí: la Fuerza de Despliegue Preventivo de las Naciones Unidas (UNPREDEP) en Macedonia y la Operación de las Naciones Unidas para el Restablecimiento de la Confianza (UNCRO) en Croacia manteniendo la misión de UNPROFOR restructurada en Bosnia. Con esta resolución se dio por finalizada UNPROFOR y tácitamente, determinó que el problema de Croacia es un problema interno creando una gran frustración entre los serbios.
A fin de abril de 1995, ante inconvenientes en el cumplimiento del Acuerdo Económico de diciembre de 1994, se generaron una serie de incidentes en la Autopista Zagreb - Lipovac que derivaron en una ofensiva croata (Operación Bljesak) lo que dejará al sector sin razón de ser.

## Ambiente operacional en el cual se desempeñó UNPROFOR en Eslavonia Occidental

### Geografía
La configuración geográfica de la porción de la República Croata en agosto de 1991 se autoproclamó como región serbia y, consecuentemente, fue campo de lucha en ese año, es mayormente montañosa (Psunj y Papuk) u ondulada (Bjilogora), boscosa, con valles fértiles en el norte. En el sur, paralelo al río Sava, se encuentra un sector llano y pantanoso. Sus caminos eran mayormente asfaltados.
La porción que quedará bajo dominio serbio desde 1992 a 1995 (SAO - ZS) era de unos 30 por 32 km, separada por el río Sava de la parte bosnia también controlada por serbios en lucha contra bosnios-musulmanes y bosnio-croatas. Su posición interrumpía el ramal ferroviario y la autopista que conectaba Zagreb con el este del país, ocupaba parte de la ciudad de Pakrac y amenazaba a Novska y Nova Gradiška. El límite terrestre era de unos 98km. La SAO-ZS comprendía unos 700 km² del territorio: la parte oriental del municipio Novska, parte occidental del municipio de Nova Gradiška y la parte sur del municipio de Pakrac.
En términos absolutos, en las municipalidades donde había población serbia, la composición étnica señalaba que era mayormente croata, tal como más abajo se detalla. Sin embargo, se debe destacar que la población serbia era mayormente rural mientras que la croata era urbana. Por ello su área de influencia era mayor:
| Municipalidad     | Croata | Serbia | Yugoslava | Otro | Total | Porcentaje población serbia |
| ----------------- | ------ | ------ | --------- | ---- | ----- | --------------------------- |
| Daruvar           | 10459  | 10074  | 1653      | 7906 | 30092 | 33,5                        |
| Grubišno Polje    | 6015   | 4540   | 636       | 3015 | 14206 | 32                          |
| Nova Gradiška     | 43692  | 12572  | 1810      | 2675 | 60749 | 20,7                        |
| Novska            | 16556  | 5402   | 675       | 2063 | 24696 | 21,9                        |
| Orahovica         | 10907  | 3328   | 540       | 856  | 15631 | 21,3                        |
| Pakrac            | 9896   | 12813  | 1346      | 3534 | 27589 | 46,4                        |
| Podravska Slatina | 17898  | 11212  | 1092      | 1025 | 31227 | 35,9                        |
| Slavonska Požega  | 57277  | 9759   | 1546      | 3163 | 71745 | 13,6                        |

### Situación política
En el sector croata, se vivió una estabilidad política bajo el liderazgo nacional de Franjo Tuđman. Las autoridades locales ejercieron sus funciones en aquellos sectores que no estaban bajo el dominio serbio: municipalidad de Grubisno Polje, municipalidad de Daruvar y parte de las municipalidades de Novska, Nova Gradiska y Pakrac.
En el sector serbio, la situación era muy distinta. El 12 de agosto de 1991 había sido creada la Región Autónoma Serbia de Eslavonia Occidental (SAO-ZS) que el 23 de diciembre proclamó su unidad política con la SAO - Krajina y con la SAO - Eslovonia Oriental. Con la creación de la Republika Srpska Krajia (RSK) el 26 de febrero de 1992, pasa a estar enmarcada políticamente en ese estado que no tendrá reconocimiento internacional. Con esa unión, cambia su denominación a Distrito Serbio de Eslavonia Occidental (SO ZS), dejando de lado la mención a autónoma.
La RSK, cuyas autoridades residían en Knin, tuvo todos los instrumentos de un Estado: ejército, parlamento, presidente, ministerios, moneda, estampillas, etc. Sin embargo, tanto en lo político como en lo militar, era totalmente dependiente del apoyo de la República Federal Yugoslava, a la cual pretendía mantenerse unida. Ejemplo de ello era el sueldo de sus militares que era aportado por el JNA. Los serbocroatas no se sentían enjeros en los otros territorios controlados por sus connacionales del resto de la ex - Yugoslavia.
La máxima autoridad en la Región Autónoma Serbia de Eslavonia Occidental era la Asamblea de Eslavonia Occidental con su sede en Okučani, compuesta por diputados elegidos directamente por la población de los municipios constitutivos. El órgano ejecutivo de la Asamblea de Eslavonia Occidental era el Gobierno de Eslavonia Occidental también en Okučani. Las dos municipalidades del Distrito, Pakrac y Okučani, tenían su asamblea municipal y un Jefe de Gobierno.
Existían dos líneas en cuanto a su postura ante Croacia: una de ellas era la más negociadora con el gobierno croata en pos de mejorar el nivel de vida de la población, representada por Veljko Džakula (primer Jefe de Gobierno de Eslavonia Occidental), quién fuera desplazado en febrero de 1993 del liderazgo local precisamente por firmar el Acuerdo de Daruvar y otra más radicalizada, materializada por las autoridades de Knin, la que se impondrá a partir del mencionado acuerdo.

### Situación económica
Croacia sufrió considerablemente las consecuencias de la guerra pero su recuperación fue progresiva. La ubicación del sector bajo control serbio dificultaba el normal  desenvolvimiento del transporte. Sin embargo, los croatas recibieron más ayuda que los serbios. Desde el alto al fuego, la diferencia en la infraestructura de los dos lados era muy grande. Los problemas económicos no solo provenían de la desarticulación territorial sino de la pesada carga militar y del sostenimiento de la gran carga de desplazados. 
Contrariamente, en el sector serbio la situación económica fue mala desde el comienzo. Inicialmente lo fue por la disrupción con el sistema económico del cual era parte, Croacia. Luego lo fue producto de sus gastos en defensa, su bloqueo y sus dificultades de abastecimiento. El apoyo brindado desde Belgrado estaba afectado por bloqueo comercial y militar que venía sufriendo Yugoslavia, con el agravante que los transportes debían pasar por territorio de bosnio (corredor de Posavina) sumergidos en guerra. La vida cotidiana era desastrosa: no se podía obtener combustible, los comercios estaban literalmente vacíos, los insumos médicos escaseaban y el dinero se evaporaba por acción de la inflación. 

### Fuerzas militares en presencia

#### Croatas
Para la República de Croacia, esta área era de gran importancia estratégica ya que cerraba la autopista y las vías del tren que integraban el este y el este de Croacia. Consecuentemente, su liberación era vital para sus autoridades. Ya a principios de 1992, el Ejército Croata crea la 2.a Zona Operacional (2. OZ) Bjelovar con el objeto de brindar seguridad en el lugar y lograr su liberación.
Las fuerzas croatas que se mantuvieron en forma abierta dentro de la UNPA eran las pertenecientes a la policía civil y a la Policía Especial del Ministerio del Interior ya que producto del Acuerdo de Sarajevo del 2 de enero de 1992, las fuerzas militares fueron retiradas del sector a mitad de ese año a través del proceso de desmilitarización.

#### Serbocroatas

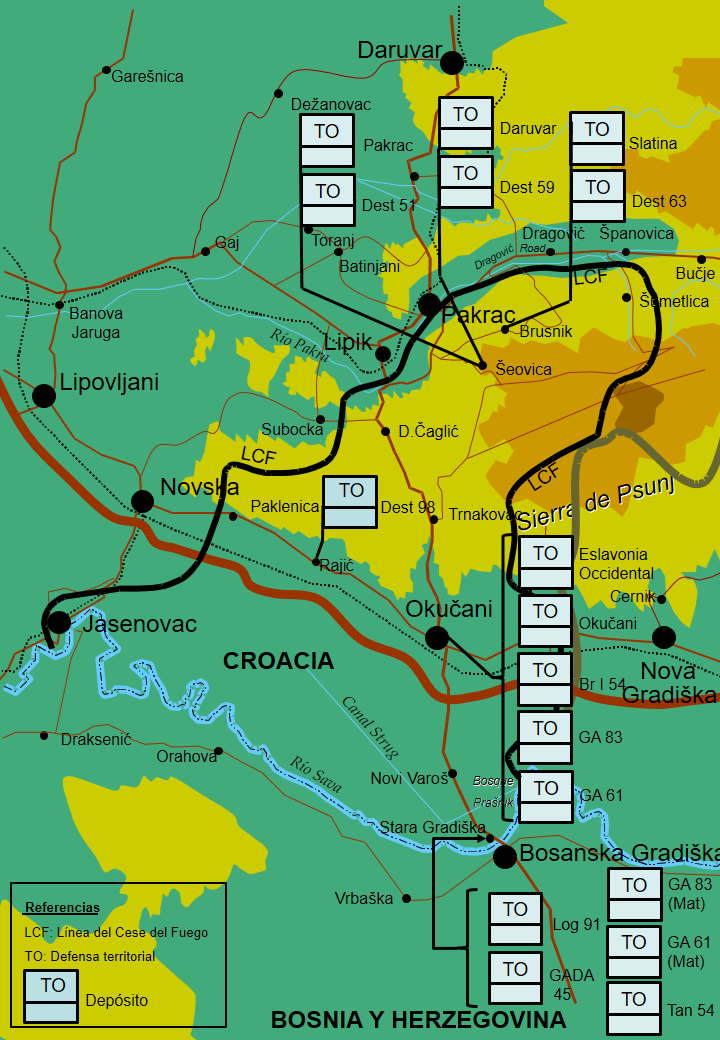
Depósitos de armamento de tropas desmovilizadas en la UNPA - SW bajo custodia de UNPROFOR.

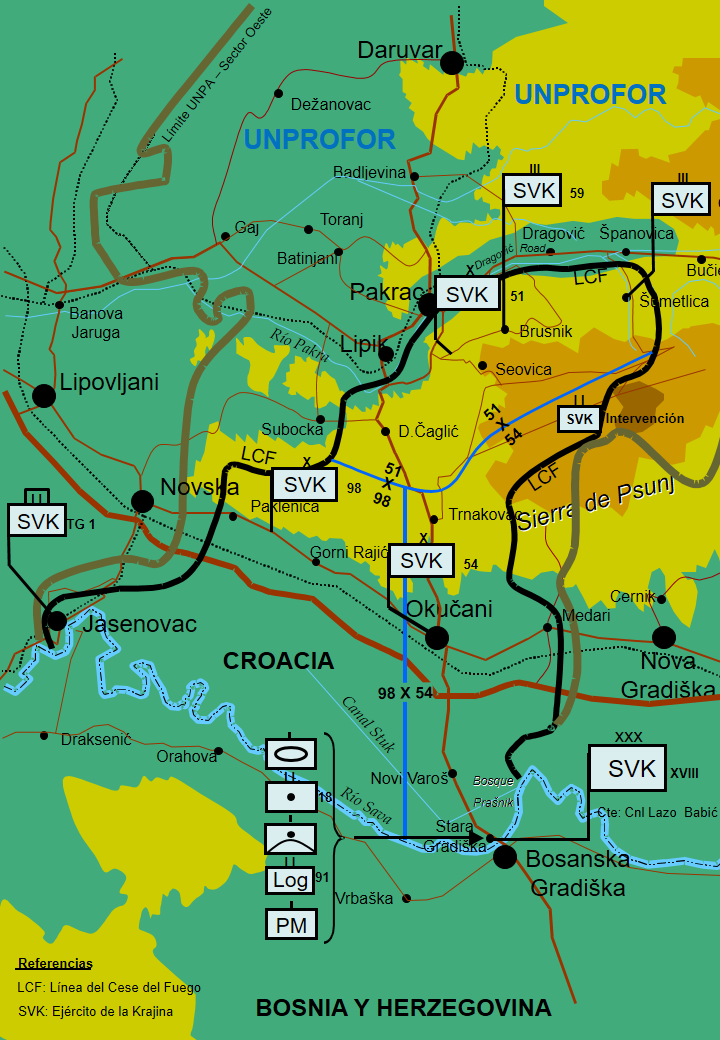
Zona de responsabilidad de unidades dependientes del 18 SVK Korpus. 1993/95

El levantamiento serbio de agosto de 1991 fue sostenido por las Fuerzas de Defensa Territorial de la Región Autónoma Serbia de Eslavonia Occidental (TO SAO - ZS). A las Fuerzas de Defensa Territorial (TO) se les sumaron un batallón del Ejército Popular Yugoslavo proveniente de Bjelovar y, a partir de septiembre, las unidades provenientes de Banja Luka (5. Korpus) que solo avanzaron hasta Omanovac - Kusonje, motivo del colapso de las TO de más al norte.
El 27 de febrero de 1992, el Secretario Federal de la Defensa de Yugoslavia impartió la orden de reestructuración de las fuerzas militares de la Republika Srpska Krajina. De esta manera, las fuerzas de Eslavonia Occidental quedan organizadas en Comando de Zona (TO Zš), del cual le dependían una brigada y cuatro destacamentos.
A mediados del 1992, la Región Autónoma fue desmilitarizada siguiendo los acuerdos que dieron lugar al establecimiento de UNPROFOR. Ante tal situación, se retiraron las unidades del Vto Cuerpo (renombrado 1. SVK Korpus) hacia Bosnia mientras que las TO fueron reestructuradas y su armamento, tanto pesado como liviano fuera entregado a depósitos bajo el control de Naciones Unidas. 
Todo ello no impidió que en abril del año siguiente se reiniciara una limitada militarización con el arribo de militares y de armas portátiles del JNA y fueran creadas brigadas y unidades, se retomen las guardias en la Línea del Cese al Fuego (LCF) y el personal vuelva a vestir uniformes.
Contrariamente a la idea del Plan Vance, los serbios establecieron oficialmente, en el otoño de 1992, el Ejército de la Krajina que, de hecho, ya existía a través de la formación de las Unidades Especiales de la Milicia (PJM). El Ejército Serbio de la República Srpska Krajina (SVK) se formó el 27 de noviembre de 1992, con cambios organizativos y formativos más pequeños de la Defensa Territorial (TO), a la cual se le asignó unidades de milicia. Entonces, el Estado Mayor de la Defensa Territorial de Eslavonia Occidental, con puesto comando en Okučani, fue renombrado como 18 Cuerpo de la SVK Eslavonia Occidental .
La posición serbocroata militar en la SO – ZS era muy desfavorable ya se encontraba rodeado por los territorios libres de la República de Croacia con pocos lugares de paso a través del río Sava: un puente en Stara Gradiška y una balsa en Jablanac. La debilidad de la RSK afectó a la Srpske Vojska Krajine (SVK – Ejército de la República Serbia de la Krajina). Además de sufrir una merma de personal para atender las necesidades militares en Bosnia, sus soldados, mayormente ex - reservistas de avanzada edad, se encontraban poco motivados, mal entrenados y pobremente equipados.

## Mandato de UNPROFOR
El Consejo de Seguridad, por  Resolución 743 (1992), del 21 de febrero de 1992, decidió establecer una operación de mantenimiento de la paz como “mecanismo provisional que permita crear las condiciones de paz y seguridad necesarias para la negociación de un arreglo global de la crisis de Yugoslavia". La operación se conocería como Fuerza de Protección de las Naciones Unidas (UNPROFOR).
UNPROFOR se estableció por un período inicial de 12 meses. La Fuerza se desplegaría en tres zonas en Croacia a las que se designaría como “Zonas Protegidas por las Naciones Unidas” (UNPA). Estas serían zonas respecto a las cuales el Secretario General consideraba que debían hacerse arreglos especiales para mantener una cesación del fuego duradera. Esos arreglos especiales serían provisionales y no prejuzgarían los resultados de las negociaciones políticas para llegar a un arreglo amplio de la crisis. Las zonas protegidas se dividirían en cuatro sectores (Oriental, Occidental, Septentrional y Meridional) en las regiones de Eslavonia Occidental, Eslavonia Oriental y Krajina. Además, se desplegarían observadores militares en algunas partes de Bosnia y Herzegovina adyacentes a Croacia.  
Su mandato era asegurar que las tres UNPAs en Croacia fueran desmilitarizadas y que todos los residentes en ellas estuvieran protegidos del temor de un ataque armado. Para desempeñar esas funciones, UNPROFOR contaría con elementos militares, policiales y civiles, así como con una unidad aérea.
Conforme a la Resolución 762 del 30 de junio de 1992 del Consejo de Seguridad, la jurisdicción de la fuerza de mantenimiento de la paz se amplió para abarcar áreas fuera de los límites acordados de la UNPA que, con algunas excepciones menores, estaban generalmente bajo el control de la JNA y los rebeldes serbios ("Zonas Rosas").
En agosto de 1992, el Consejo de Seguridad adoptó la Resolución 769, mediante la cual UNPROFOR asumió el control del tráfico de pasajeros y mercancías en las fronteras entre las UNPAs y Bosnia y Serbia. La resolución 779 del Consejo de Seguridad de octubre de 1992 instó a la fuerza de paz a asumir la supervisión de la retirada del JNA y la desmilitarización de la península de Prevlaka. 
El 31 de marzo de 1995, cuando el componente estacionado en Croacia fue renombrado UNCRO, su mandato pasó a ser:
- Desempeñar plenamente las funciones contempladas en el Acuerdo de Cesación del Fuego de 29 de marzo de 1994 concertado entre la República de Croacia y las autoridades locales serbias.
- Facilitar la aplicación del Acuerdo Económico de 2 de diciembre de 1994 concertado bajo los auspicios de los Copresidentes de la Conferencia Internacional sobre la ex Yugoslavia.
- Facilitar la aplicación de todas las resoluciones pertinentes del Consejo de Seguridad, incluidas las funciones descritas en el párrafo 72 del mencionado informe.
- Asistir en la fiscalización, mediante la supervisión y la presentación de informes, del cruce de personal militar, equipo militar, suministros y armas, a través de las fronteras internacionales entre la República de Croacia y la República de Bosnia y Herzegovina, y entre la República de Croacia y la República Federal de Yugoslavia, en los cruces de frontera que están bajo la responsabilidad de UNCRO, según se establece en el plan de las Naciones Unidas para el mantenimiento de la paz en la República de Croacia.
- Facilitar la prestación de asistencia humanitaria internacional a la República de Bosnia y Herzegovina a través del territorio de la República de Croacia
- Supervisar la desmilitarización de la península de Prevlaka de conformidad con la resolución 779 (1992).

## Orden de batalla de UNPROFOR en el Sector Oeste

### Organización y efectivos
La fuerza de mantenimiento de la paz tenía tres componentes: una misión militar, una policía y una civil. El más numeroso fue el componente militar y en la fase inicial consistió en cuatro batallones de infantería de Argentina, Jordania, Canadá y Nepal junto a otras unidades de apoyo.
El Sector Occidental dependía directamente del Comandante de UNPROFOR hasta el año 1993. Es entonces que la estructura militar fue reorganizada bajo tres comandos subordinados, cada uno a órdenes de un general distinto: UNPROFOR Croacia (puesto comando Zagreb); UNPROFOR Bosnia y Herzegovina (puesto comando en Kiseljak) y la UNPROFOR - Macedonia (puesto comando en Skopie). Entonces, el Sector pasa a depender del Comandante del Componente de Croacia.
En el año 1992, las unidades desplegadas en el sector eran: Batallón Argentino (ARGBAT); Batallón Canadiense (CANBAT); Batallón Jordano (JORBAT); Batallón Nepalés (NEPBAT); Policía Civil (multinacional); Policía Militar (multinacional); Batallón de Ingenieros Canadiense; elementos de un Batallón de Construcciones Finlandés; Sección de Comunicaciones holandés; Sección Sanidad Británica.
Hasta septiembre de 1993, la organización era; un comando de Sector, cuatro batallones de infantería (ARGBAT; JORBAT1; CANBAT 1; NEPBAT1, una sección sanidad británica, una sección / destacamento holandés de comunicaciones y una sección de Policía Militar. El comando de sector (60 personas aproximadamente) comprendía al Comandante, el Segundo Comandante y Jefe de Estado Mayor; un grupo comando; una Sección Personal y Administración; Sección Operaciones (incluye oficial de informaciones) y la Sección Logística.
De noviembre de 1993 a marzo de 1994, estuvo presente el JORBAT 2 mientras que la sección británica se replegó. A partir de entonces permanecieron solo tres batallones de infantería hasta el fin del mandato. 
| Unidades                                             | Efectivos | Observadores militares de las NU | Policía civil (UNCIVPOL) |
| ---------------------------------------------------- | --------- | -------------------------------- | ------------------------ |
| Argentino                                            | 862       | 36                               | 111                      |
| Jordano                                              | 1028      | 36                               | 111                      |
| Nepal                                                | 898       | 36                               | 111                      |
| Total                                                | 2778      | 36                               | 111                      |
| Otras unidades presentes                             |           |                                  |                          |
| Batallón de Ingenieros Eslovaquia (en apoyo general) | 567       |                                  |                          |

### Dispositivo

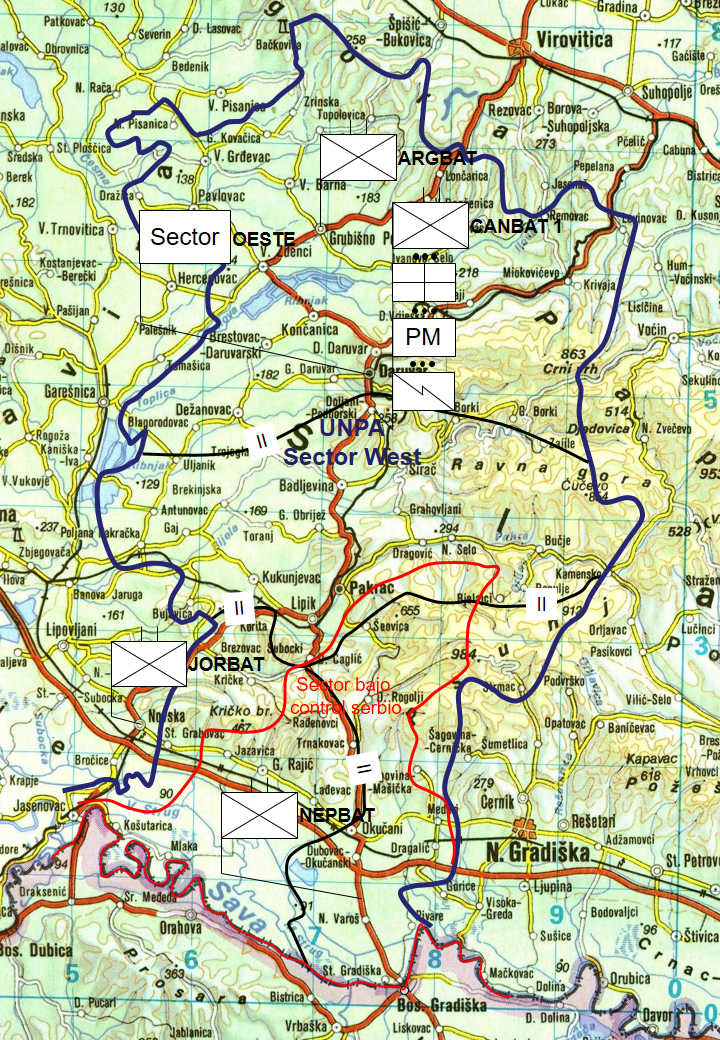
UNPA - Sector Oeste. Despliegue de los batallones a mediados de 1992

La zona de responsabilidad de UNPROFOR en Eslavonia Occidental era conocida como Área de Protección de Naciones Unidas Sector Oeste (UNPA-SW)
En 1992 el sector fue dividido en cuatro sectores de responsabilidad:
- Batallón Argentino (ARGBAT): norte del dispositivo. Municipios de Grubišno Polje y Daruvar. Puesto comando en Grubišno Polje.
- Batallón Canadiense (CANBAT 1): centro del dispositivo. Municipio de Pakrac. Puesto comando en Polom Camp (Doljani)
- Batallón Nepalés (NEPBAT): sudeste del dispositivo. Incluía Okučani y Stara Gradiška. Puesto comando en Pustara, unos cuatro kilómetros al sur de Okučani.
- Batallón Jordano (JORBAT): sudoeste del dispositivo. incluía Jasenovac.[13] Puesto comando en Novska.

La misión disponía de observadores de la policía civil (UNCIVPOL). En la mitad de 1992, en el sector se ubicaron en cuatro estaciones de policía ubicadas en Grubišno Polje, Daruvar, Pakrac y Okučani dotados de 79 policías de Canadá, Argentina y Nepal.
La evolución de la situación en otras partes de la misión obligó a distintos redespliegues:
- En julio de 1993, parte del CANBAT 1 fue trasladado al Sector Sur como consecuencia de la situación del Dique de Peruca. El 9 de septiembre finaliza el movimiento del resto del batallón. El ARGBAT tomó el control del área canadiense el 26 de agosto.[14][12] El 11 de agosto trasladó su puesto comando a Polom Camp.[34]

- En junio de 1993, dos compañías del ARGBAT son enviadas a Glina (Sector Norte) en reemplazo del batallón Nigeriano. El contingente de 235 hombres se hizo cargo el 15 de junio del área[12] hasta que fue reemplazados por el FREBAT 1 a inicios de septiembre y enviados de regreso.
- En noviembre de 1993 arribó el JORBAT 2, pasando a tener su sector de responsabilidad al norte.[34]
- En marzo de 1994 el JORBAT 2 se retira del Sector. Ello motivó que su área de responsabilidad sea cubierta por una compañía estructurada sobre la base de secciones de los restantes batallones hasta el mes de julio de 1994 en que es reemplazada por la compañía argentina que se encontraba en el sector Lipik - Batiniani. Desde marzo de 1994, solo tres batallones de infantería permanecieron en el sector, al que se le debía sumar un batallón de ingenieros eslovaco en Lipik, en apoyo general de la misión.

Inicialmente, el puesto comando del Sector Oeste se encontraba en Daruvar. Luego se trasladó al Polom Camp, antiguo cuartel del JNA.

### Jefes o Comandantes del Sector Oeste
- Marzo de 1992 a marzo de 1993: General de Brigada Carlos María Zabala (Argentina).[12]

- Marzo de 1993 a marzo de 1994: General Kamal R. Shabshough (Jordania).[12]

- Marzo de 1994 a enero de 1995: Brigadier General Sarojn Sharma (Nepal)[34]

- Enero de 1995 a septiembre de 1995: General de Brigada Carlos Roberto Matalón (Argentina).[36]

## Desarrollo de la actividad del Sector Oeste

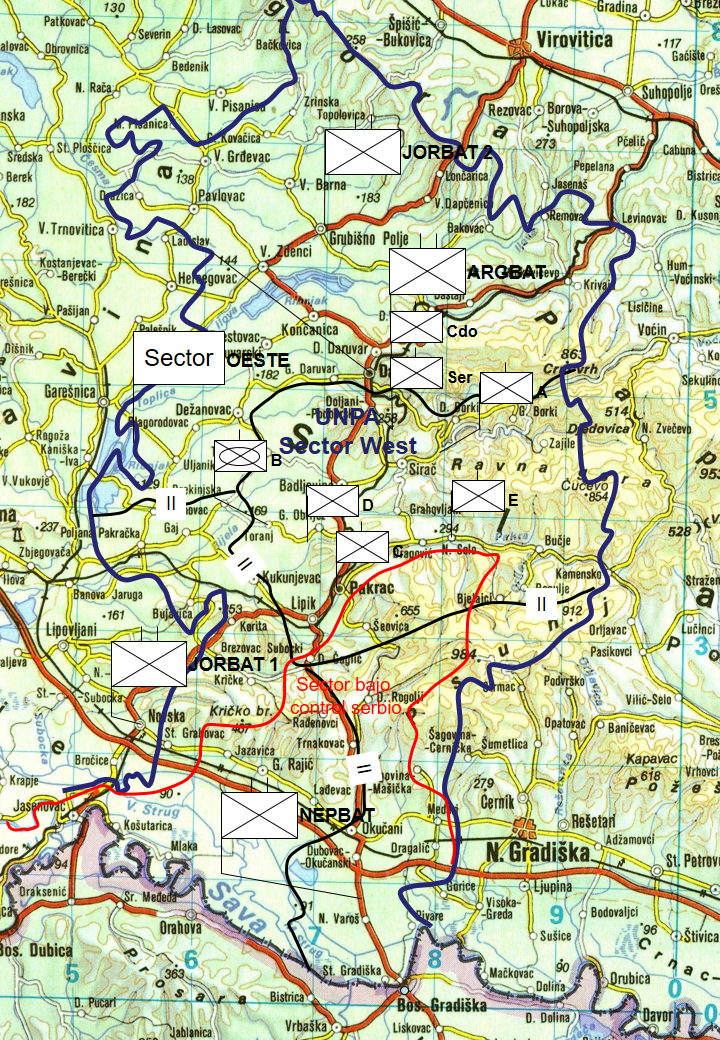
UNPA - Sector Oeste. Despliegue de los batallones en marzo de 1994

### Arribo de los contingentes de Naciones Unidas al Sector
El contingente canadiense estacionado en Alemania recibió la orden preparatoria de despliegue el 22 de febrero. Debía desplegar un batallón de 850 hombres y una compañía de ingenieros de 250. Aunque cada batallón debía incluir 15 vehículos de combate de infantería, se determinó que, dada la situación, se enviarían 89.
Mientras tanto, se iniciaba la conformación de las unidades militares de UNPROFOR. A inicios de marzo, el General Carlos María Zabala, designado comandante de Sector Oeste el mes anterior, arribó a Daruvar e inició los reconocimientos de la zona, hizo la primera reunión con los jefes de batallones dependientes y comenzó los enlaces con los jefes de las fuerzas militares en presencia.
En abril de 1992, las tropas de Naciones Unidas comenzaron a llegar a las Áreas de Protección de las Naciones Unidas (UNPAs). El 8 de abril arribó, por tren, el primer contingente de las tropas de infantería canadienses (CANBAT1), tarea que duró dos semanas. El 13 de abril, las tropas del contingente en Polom Camp (Doljani) recibieron fuego de artillería y morteros siendo seis de sus integrantes levemente heridos.
Sin embargo, debido a problemas en el despliegue de las fuerzas de UNPROFOR, la toma de responsabilidad de la UNPA - SW se pospuso hasta la segunda quincena de junio. Para fines de la segunda quincena de abril, solo las fuerzas del batallón canadiense y parcialmente las fuerzas de los batallones argentinos y jordanos se desplegaron en el área mientras que el batallón de Nepal retrasó su llegada por falta de fondos.
El 8 de mayo llegó a Belgrado el primer vuelo con el contingente argentino. En esos días arribaría el buque ARA Cabo de Hornos con el material pesado al puerto montenegrino de Bar. El 18 de mayo había completado su traslado a Grubišno Polje.

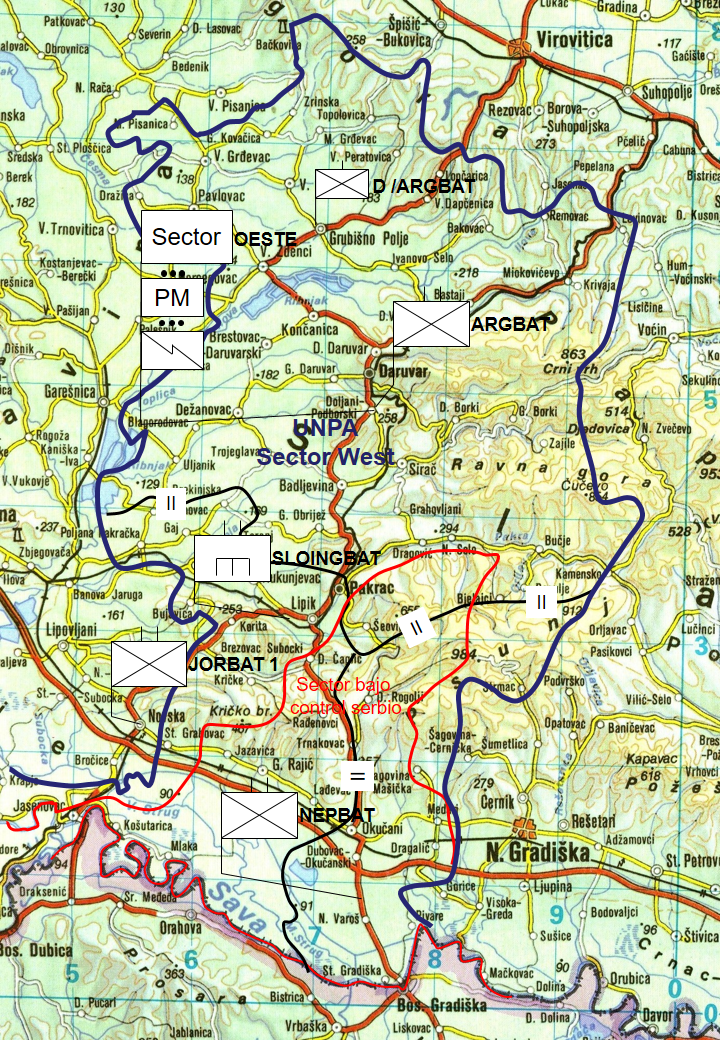
UNPROFOR. Sector Oeste. Sectores de responsabilidad de los batallones a partir del 8 de julio de 1994

### Proceso de desmilitarización del Sector
El programa de desmilitarización aprobado por el general Carlos María Zabala y acordado con las fuerzas en presencia indicaba que replegarían a 30 km las armas de artillería, morteros y tanques; a 10 km los vehículos mecanizados y las ametralladoras y a 5 km las armas de infantería. En la UNPA, solo la fuerza policial podía estar presente con armas cortas. Ante tal situación, los croatas decidieron retirar sus tropas. Las autoridades de la aún República Federativa Socialista de Yugoslavia decidieron la transferencia de miembros del JNA nacidos en el territorio de Croacia a sus estado de origen. Complementariamente, el Estado Mayor de las Fuerzas Armadas Yugoslavas ordenó el 11 de mayo al comando del Vto Cuerpo, la primera transferencia de unidades del JNA a guarniciones en Serbia.
De acuerdo a los planes formulados por el JNA, después de la retirada de esta fuerza, la milicia de RSK (PJM) asumirá la responsabilidad del control y la protección del área de RSK junto con las fuerzas de UNPROFOR. A partir de entonces, se debía llevar a cabo el depósito de armas en determinados almacenes (magazines), "cuidando de que todos los combatientes supieran dónde estaban sus armas". Solo se mantendrían las estructuras de comando que debían hacer arreglos con la Policía Especial sobre la transferencia de la responsabilidad del control y la protección del sector.
El 17 de junio de 1992, el comando de 1.e Cuerpo de la Krajina (1.KK consistente en el 5.º Cuerpo del JNA pero renombrado y recientemente dependiente del VRS), ordenó concretar la desmilitarización prevista de la Eslavonia Occidental a partir del 20 replegando sus unidades a Bosnia. Ese día, el comando TO de Eslavonia Occidental prohibió a sus integrantes el uso de uniforme militar.
Las fuerzas de la UNPROFOR asumieron toda la responsabilidad en el Sector el 20 de junio de 1992.
| Identificación yugoslava | Unidad                                    | Identificación yugoslava | Unidad                           | Identificación yugoslava | Unidad                                                    |
| ------------------------ | ----------------------------------------- | ------------------------ | -------------------------------- | ------------------------ | --------------------------------------------------------- |
| Komanda 1. KK            | Comando del 1.e Cuerpo de la Krajina      | 10. partd                | 10.a División Partisana          | 329. okbr                | 329.a Brigada Bindada                                     |
| 16. pmtbr                | 16.a Brigada Proletaria                   | 343. mtbr                | 343.a Brigada Motorizada         | 5. pbr                   | 5.a Brigada Partisana                                     |
| 2. pbr                   | 2.a Brigada Partisana                     | 1. map                   | Regimiento de artillería mixta 1 | 1. lap PVO               | 1.a División de artillería ligera de la defensa antiaérea |
| 1. mpoabr                | 1.a Brigada de artillería antiaérea mixta | 293. inžp                | Regimiento de Ingenieros 293     | 188. pontb               | Batallón de pontoneros 188                                |
| 1. snb                   | Batallón de sanidad 1                     |                          |                                  |                          |                                                           |

Con el arribo de las Fuerza de Protección de Naciones Unidas a partir de mayo de 1992, la situación se estabilizó y se crearon condiciones más favorables para la vida y el trabajo de la población y el ejercicio de la autoridad. Al mismo tiempo, aparecen nuevos o se incrementan otros problemas: incendios de casas y edificios religiosos; arrestos no autorizados y detenciones arbitrarias; accidentes de tráfico con consecuencias graves; robos de ciudadanos y en sus propiedades; desobediencias; aumento del consumo de alcohol, a menudo con disparos descontrolados; etc.
El 3 de julio, las tropas de las defensas territoriales serbias y 1.KK dieron por finalizado su repliegue El armamento fue depositado en cinco depósitos o magazines. El 6/7 de julio, el general Zabala asumió el control total y responsabilidad de la seguridad del sector.
La desmilitarización no incluía a la policía ni a la Milicia (PJM) ya que se interpretó que esta última no era una fuerza militar. Por ello, la PJM fue desplegada en 17 puestos de unas treinta personas a lo largo de todo el sector y en algunos accesos para Naciones Unidas con el objeto de asumiera las responsabilidades de las TO. Es así que la desmovilización tenía mucho de ficticio. Las unidades militares se mantuvieron, sin material a la vista, y las reorganizaciones continuaron. En términos prácticos, la transformación de las unidades TO en PJM fue una manera de evadir lo estipulado en el Plan Vance
El 1.K.K. dejó de tener responsabilidad en el sector a fin de junio sobre las tropas de Eslavonia Occidental que entonces totalizaban 4920 miembros. Entre el 30 junio y el 3 de julio, bajo el Comando de Zona de Defensa Territorial (Zš TO ZS):
- Brigada TO 54 (54. br TO).
- Destacamento TO 98 (98. OdTO). Jasenovac.
- Destacamento TO 51 (51. OdTO). Pakrac.
- Destacamento TO 59. Daruvar (59. OdTO) (emplazado inicialmente al SE de Okucani).
- Destacamento TO 63. Slatina (63. OdTO) (emplazado al este de Pakrac).

Los serbios establecieron oficialmente, en el otoño de 1992, el Ejército Serbio de la Krajina que, de hecho, ya existía a través de la formación de las Unidades Especiales de la Milicia (PJM). El Ejército Serbio de la República Srpska Krajina (SVK) se formó el 27 de noviembre de 1992, con cambios organizativos y formativos más pequeños de la Defensa Territorial (TO), a la cual se les incorporó las unidades de milicia. Entonces, el Estado Mayor de la Defensa Territorial de Eslavonia Occidental, con puesto comando en Okučani, fue renombrado como 18 Cuerpo de la SVK Eslavonia Occidental.
Pero no solo la estructura era lo que estaba vigente. Además de los depósitos de armas aprobados por UNPROFOR, había ubicaciones secretas en el área donde había armas ocultas. Aparte de la retirada de armamentos, no se ha llevado a cabo el desbande de los miembros de la Defensa Territorial. Esto se demostró cuando las unidades en Eslavonia Occidental, durante los combates en proximidades de Zadar a principios de 1993, el armamento "en las manos" y desde los almacenes secretos logró armar las unidades hasta un 70%, sin sacar las armas de los almacenes controlados por UNPROFOR.

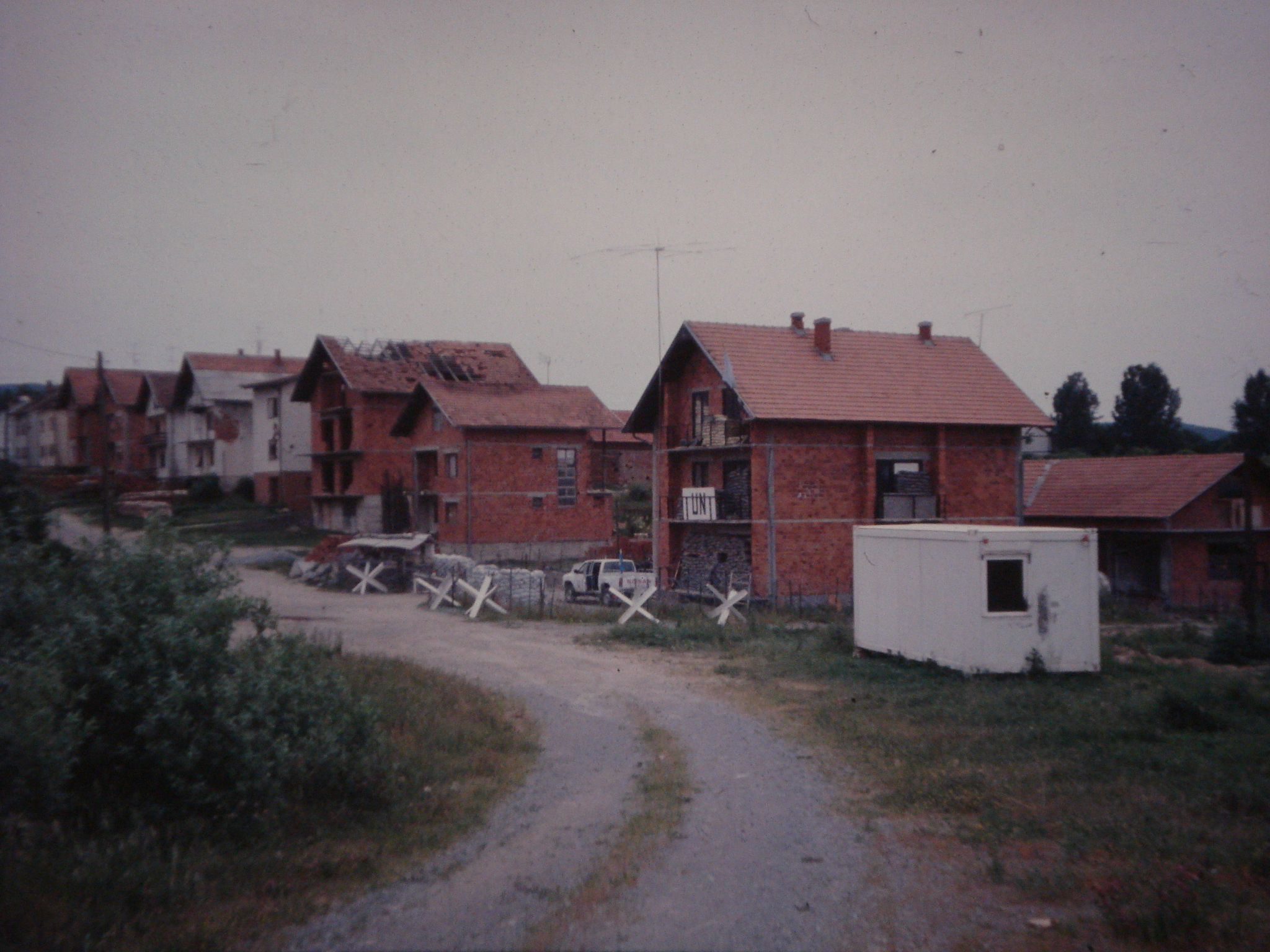
Instalación de UNPROFOR. Base denominada Casa Serbia en el barrio de Gavrinica - Pakrac. Año 1994

### Procedimientos de Empleo

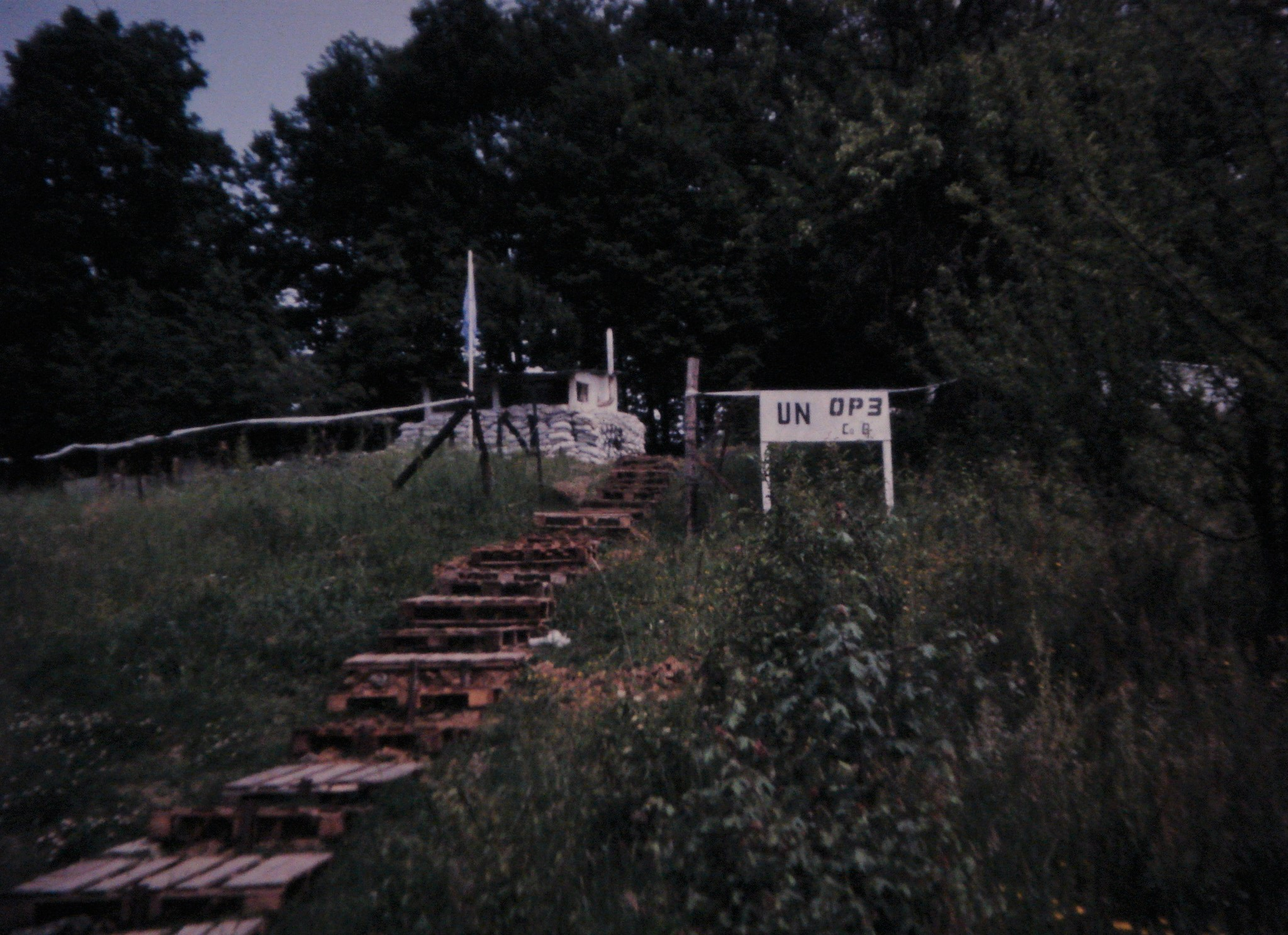
Instalación de UNPROFOR. Puesto Observatorio Nro 3. Donji Čaglić (-). Mediados de 1994.

Bajo la jefatura del General Zabala, se hizo un gran progreso hacia la implementación del Plan Vance. Era sabido entre las facciones en conflicto que las tropas de las Naciones Unidas rápidamente confiscarían armas de contrabando. Si bien hubo incidentes directos de fuegos contra las fuerzas de UNPROFOR, el Sector Oeste fue considerado el único sector desmilitarizado y, ciertamente, el más silencioso.
El fracaso de Naciones Unidas para evitar la invasión del HV en el Sector Sur (Operación Maslenica - 22 de enero - 1 de febrero de 1993) causó un serio golpe a su credibilidad. Entonces, el RSK sacó sus armas de los magazines bajo custodia de las ONU (otro golpe para la credibilidad de la ONU). Incluso el único éxito, la desmilitarización del Sector Oeste comenzó a irse de las manos de UNPROFOR. Aunque se comprobó que la negociación respaldada por la fuerza era una combinación exitosa, desde junio de 1993 se descartó para pasar un procedimiento de solo negociación. Su  resultado fue que en dos semanas hombres armados uniformados cruzaron la línea de cese al fuego. El ambiente del Lejano Oeste regresó. Tanto los croatas como los serbios vieron la nueva postura de la ONU como un signo de debilidad.
Otro inconveniente fue que UNPROFOR cambiaba regularmente a los comandantes, junto con los contingentes nacionales, cada uno con su propia filosofía militar. Las facciones en guerra mantuvieron los mismos jefes, los mismos objetivos y una base de conocimientos cada vez mayor. Cuanto más largo es el conflicto, más en desventaja está la ONU.

## Principales incidentes
La presencia de UNPROFOR no aseguró la vuelta a una situación de clama o normalidad. A menudo sucedían disparos de armas portátiles a la tarde y noche, generalmente desde el lado serbio. Eso afectaba seriamente la vida en el sector croata, siendo esa la rutina desde principios de 1992 hasta mayo de 1995. Sin embargo, ha habido incidentes más violentos que el simple fuego de armas automáticas:
- El 8 de agosto de 1992, fuerzas menores croatas, con apoyo de fuego desde Visoka Greda, cruzaron el río Sava y llevaron a cabo un ataque a Martinovac - Mačkovac - Bok Jankovac. El bando serbio apreció que su objetivo era atacar el puente de Stara Gradiška. Durante la operación accionaron sobre blancos civiles y abrieron fuego sobre el batallón Nepalés. Fuerzas de las TO de Bosnia, desde territorio Bosnio abrieron fuego sobre los croatas que deben cesar la acción.[51]

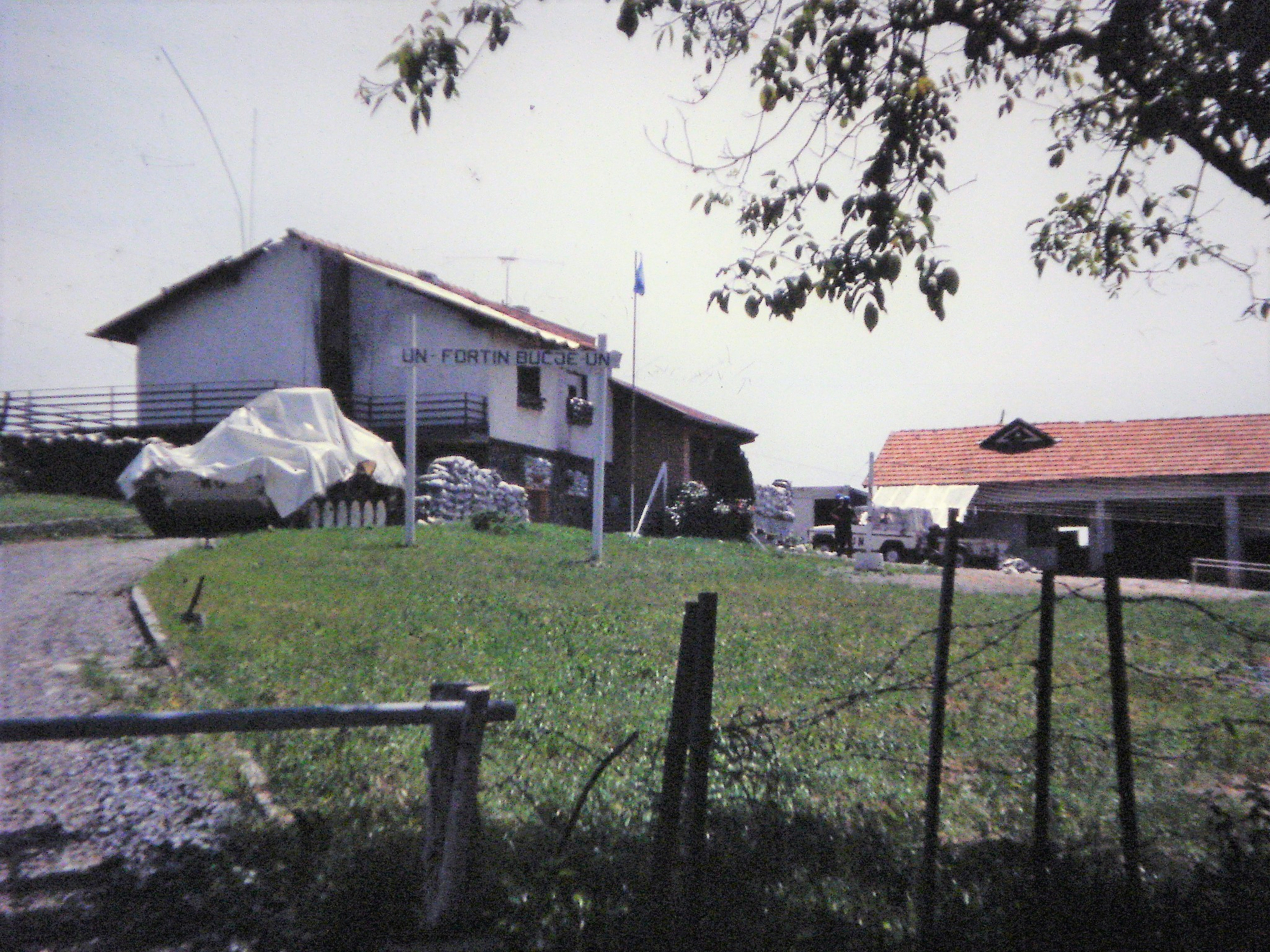
Instalación de UNPROFOR. Base de Bučje. Mediados de 1994.

- Instalación de UNPROFOR. Base de Bučje. Mediados de 1994. Durante la noche del 29/30 de agosto de 1992, fuerzas croatas abrieron fuego de artillería y morteros sobre Bosanska Gradiška, Nova Topola y Stara Gradiška presumiblemente desde Orubica, Mačkovac y Pivare. Solo tuvo consecuencias en la primera ciudad con daños en edificios. Esa noche, fuerzas croatas abren hicieron desde Pakrac en dirección a la policía serbia en el puesto de cruce, sin consecuencias.[52]

- Se produjo un ataque serbocroata a un M113 canadiense a mediados de enero de 1993 hiriendo a un soldado en el tobillo. Como consecuencia, el 18 de enero, los canadienses ejecutaron la Operación Round-Up en 15 ubicaciones confiscando unas 800 armas, incluyendo un cañón antiaéreo de 20 mm, cañones antitanques y armas sin retroceso.[14]
- El 6 de abril de 1993, un M113 canadiense pisó una mina antitanque que le voló la oruga. Como resultado, los dos tripulantes recibieron heridas leves.
- El 9 de junio, las tropas serbias realizaron una movilización desplegando sus tropas sobre la línea del cese al fuego e intentaron retirar armamento de los depósitos bajo jurisdicción de UNPROFOR. Se produce fuego contra personal canadiense en el sector de Dragović.[12]
- Durante la noche del 10 de julio, un grupo de croatas destruyó trece vehículos perteneciente al comando del Sector frente al Hotel Termal en Daruvar atacando también a tres miembros del contingente británico.[12]
- Ataque el 5 de agosto de 1993 en la aldea de Grahovljani matando a cuatro policías e hiriendo un número similar. El ARGBAT reforzó su presencia en la zona de Dragović con intención de hacer cumplir el mandato en el lugar. A fines de agosto, impuso el retiro a los croatas de todos los puestos policiales no autorizados en el sector en 72 horas. Mientras tanto, los argentinos incautaron cualquier arma no autorizada que encontraron. Los mismos hicieron con los serbios. Debido a su inacción, también les incautó las armas.[14]
- El 4 de septiembre, el batallón argentino reunió tres compañías de infantería mientras que retuvo una cuarta canadiense como reserva. El 1 de septiembre, personal del ARGBAT visitaron cada puesto observatorio serbio diciéndoles que debían retirarse. La noche del 3 de septiembre, fueron contadas las líneas de comunicaciones de los puestos serbios. Un VCTP con diez hombres fueron enviados a lo largo de cada camino a un puesto o base serbia para bloquear los refuerzos. En las primeras horas de la mañana del 4 de septiembre, los argentinos se apoderaron de todas las armas en los puestos y los enviaron a los magazines próximos.[nota 21] Las acciones se completaron a las 0800. Aunque jefes serbios protestaron, nunca tomaron alguna acción contra las fuerzas de Naciones Unidas en el Sector Oeste. Cabe señalar, sin embargo, que no se inició ninguna acción contra las fuerzas serbias en las áreas de los batallones de Nepal o de Jordania.[14]
- El 8 de septiembre de 1993, en Kusonje, en proximidades de la línea de cese al fuego, explota un artefacto explosivo. El hecho sucedió durante un acto para rendir homenaje a los muertos en la emboscada de dos años antes, en el momento de colocar las coronas, matando a tres personas e hiriendo a once. Un miembro de Naciones Unidas es herido levemente.[53]

- El 18 de febrero de 1994, a las 0800, 40 miembros de la Policía Especial del Ministerio del Interior, provenientes de fuera de la UNPA junto con sus pares locales, ocuparon el puente de Stara Gradišca pasando a dominar el puesto de control de UNPROFOR (NEPBAT) del lugar. El personal de Naciones Unidas no proporcionó resistencia y fue enviado con su armamento a la base de Pustara. La exigencia serbia era que en dicho puesto sea personal de la RSK la que controla el paso de personas y vehículos, mientras que los miembros de la UNPROFOR sólo controlen la corrección de sus acciones y el respeto a las normas vigentes de entrada en la zona de la UNPA.[54] La acción fue inconsulta con el comando del 18 K. SVK. Como consecuencia, el comando de sector trasladó al lugar tropas de diversos sectores a los efectos de realizar acciones de demostración.[34]
- En marzo de 1994, dos croatas ingresan a Bukovčani (norte de Lipik) dentro de un vehículo del ARGBAT que se había perdido. Tropas serbias abren fuego sobre el vehículo.[55]

- A principios de julio de 1994, los croatas expulsados de territorios bajo control serbio bloquearon tres cruces entre el territorio libre y la RSK que eran empleados por UNPROFOR (Subsectores de Pakrac y Donji Čaglić).[56]
- El 1 de octubre de 1994, policías croatas y civiles avanzaron sobre el camino Lipik - Donji Caglic (sobrepasando la línea del cese al fuego y violando el Acuerdo de Zagreb) y alcanzaron el puente sobre el río Pakra. Las tropas del Batallón Jordano retrocedió consintiendo la actitud. La conversación entre el comandante del 18 K. SVK. y el Comandante del Sector Oeste permitió concluir a los serbios que las fuerzas de la ONU no combatirán el HV.[57][58]

### Posturas ante la presencia de UNPROFOR y relación con la población y autoridades locales
El arribo de Naciones Unidas a la zona fue visto inicialmente como una garantía de paz. Entonces, las autoridades de RSK interpretaron que Plan Vance significaba que UNPROFOR debía proteger a la población en las áreas de despliegue. Las incursiones que los croatas llevaron a cabo en las UNPA entre 1992 y 1995 modificaron la postura serbia.
A partir de 1993, la postura de la población de ambos bandos fue cambiando a una posición contraria pero por razones distintas. Los serbios querían mantener el statu quo pero sin presencia de ninguna organización internacional. Percibían que UNPROFOR los perjudicaba sensiblemente pues reconocía a su territorio como parte de Croacia. Por el otro lado, el 12 de enero de 1995, el presidente Croata Franjo Tuđman anunció ante la falta de avance en las negociaciones que UNPROFOR «aunque ha jugado un importante rol en detener la violencia, es un hecho indiscutido que su presencia no provee las condiciones para establecer una paz duradera en Croacia».
Las relaciones de la población con los contingentes militares de los distintos países presentes fueron variadas. Según la opinión de fuentes croatas, la relación más correcta fue con los argentinos. La peor con las fuerzas croatas y la población fue con los canadienses por la percepción de apoyo a los serbios.

## Finalización del despliegue
El cambio de mandato creó nuevas tensiones en la parte serbia. En cuanto al Sector Oeste, éste no finalizó con la desaparición de UNPROFOR sino que siguió vigente en la misión siguiente.
En el marco del Acuerdo Económico que permitía a los serbios efectuar compras en sectores croatas próximos, en el mes de abril de 1995, se suceden unos incidentes que provocarían el reinicio de las hostilidades en Eslavonia occidental. El 15 de abril, la RSK suspendió la implementación de los acuerdos económicos en lo referente a la vía férrea a los efectos de negociar un mandato de UNCRO más favorable a sus intereses. Durante el 24, cerró temporalmente la autopista en respuesta a la actitud croata de impedir el arribo de un convoy desde el Sector Este hacia Okučani.
El día 28, un civil serbio es apuñalado en una estación de carga de combustible próxima a Nova Gradiška, fuera de la UNPA. Esa noche se desencadenaron una serie de incidentes sangrientos sobre la autopista en venganza a lo sucedido, resultando en la muerte de cuatro civiles croatas, dos heridos y cinco rehenes, más la clausura de la autopista Zagreb - Lipovac por parte de los serbios.
El 29 y 30 de abril se continuaron las negociaciones infructuosas de UNCRO para intentar abrir el paso pero la decisión de la ofensiva ya estaba tomada. La negativa serbocroata  obedecía a que su mando pensaba que tener la autopista abierta favorecería las acciones ofensivas. Ante tal situación, el 1 de mayo a las 0530 los croatas iniciaron la Operación Bljesak poniendo bajo su dominio todo el territorio que estaban bajo poder serbio.
Dada la inutilidad de su presencia, en agosto comenzó el repliegue de UNPROFOR.

## Lecturas Relacionadas
- Eslavonia Occidental durante la Guerra de Croacia.
- Fuerza de Protección de las Naciones Unidas.
- República Serbia de Krajina.
- Región Autónoma Serbia de Eslavonia Occidental.
- Historia de la Región Autónoma Serbia de Eslavonia Occidental.
- Orden de Batalla de las Fuerzas de Defensa Territorial de la Región Autónoma Serbia de Eslavonia Occidental.
- Orden de Batalla de las Fuerzas Serbias - Operación Bljesak.
- 18 Cuerpo del Srpska Vojska Krajina.
- Batallón Ejército Argentino.